# Triadillo enoensis
Triadillo enoensis är en kräftdjursart som först beskrevs av Jackson 1930.  Triadillo enoensis ingår i släktet Triadillo och familjen Armadillidae. Inga underarter finns listade i Catalogue of Life.